# Barbara Sarafian
Barbara Sarafian (Gent, 16 april 1968) is een Belgische actrice.

## Biografie
Aanvankelijk werkte ze mee aan diverse radioprogramma's, waaronder Sonja Duplex van Studio Brussel en De Nieuwe Wereld van Radio 1. In Vlaanderen wordt ze ook door haar televisiedebuut in de veel herhaalde reeks Alles kan beter (1998) vaak in een komische context geplaatst. 
Internationaal debuteerde ze in 8½ Women van Peter Greenaway (1999). Ze speelde ook in Fortress II (1999) en in CQ van Roman Coppola (2001). Voor haar rol als Matty in de film Aanrijding in Moscou kreeg ze een prijs voor "beste actrice". In 2015 won ze de Vlaamse televisiester voor "Beste actrice" voor haar vertolking in "In Vlaamse velden". Op het Filmfestival van Locarno kreeg ze in 2016 de Boccalino d'Oro voor Beste Actrice. 
In 2013 nam ze deel aan De Slimste Mens ter Wereld waar ze 2 afleveringen deelnam en 1 won. In 2017 nam ze opnieuw deel als kandidaat waar ze 5 opeenvolgende afleveringen te zien was waarvan ze 1 won. In 2024 neemt ze voor een 3de maal deel. Van 2018 tot en met 2023 was ze jurylid.  
In 2016 wordt zij het gezicht van de campagne "Hey hoe gaat het?" dat het taboe rond zelfdoding wil verbreken.

## Personalia
- Barbara Sarafian heeft een Armeense voorouder.[3]
- Ze was tot augustus 2017 getrouwd en heeft één zoon.[4]